# Acomys kempi
Acomys kempi (Голчаста миша Кемпа; Dollman, 1911) — вид мишей родини Мишеві (Muridae).

## Історія вивчення
Вперше вид був описаний Гаєм Доллманом в 1911 році біля водоспаду Чанлер, що в Кенії. Пізніше вид описувався різними науковцями і отримав багато інших назв, які на сьогодні є його синонімами:
- A. pulchellus  Dollman, 1911
- A. montanus  Heller, 1914

## Поширення
Населяє південну Ефіопію, Кенію та північно-східну Танзанію.

## Опис
Проживає в норах у вологій саванні та нагір'ях.